# Esztergomi járás
Az Esztergomi járás Komárom-Esztergom vármegye legnagyobb területű és legnépesebb járása, székhelye Esztergom. Területe 537,26 km², népessége 92 902 fő, népsűrűsége pedig 173 fő/km² volt 2013 elején, létrejöttekor. Huszonnégy település tartozik hozzá, közülük egy megyei jogú város (Esztergom), négy egyéb város (Dorog, Lábatlan, Nyergesújfalu és Tát), egy nagyközség (Tokod) és 18 község, melyek az Esztergomi és a Dorogi kistérséghez tartoztak.
Az Esztergomi járás az 1950-es járásrendezésig is létezett. Ekkor székhelyét Dorogra helyezték, nevét pedig Dorogi járásra változtatták.

## Települései

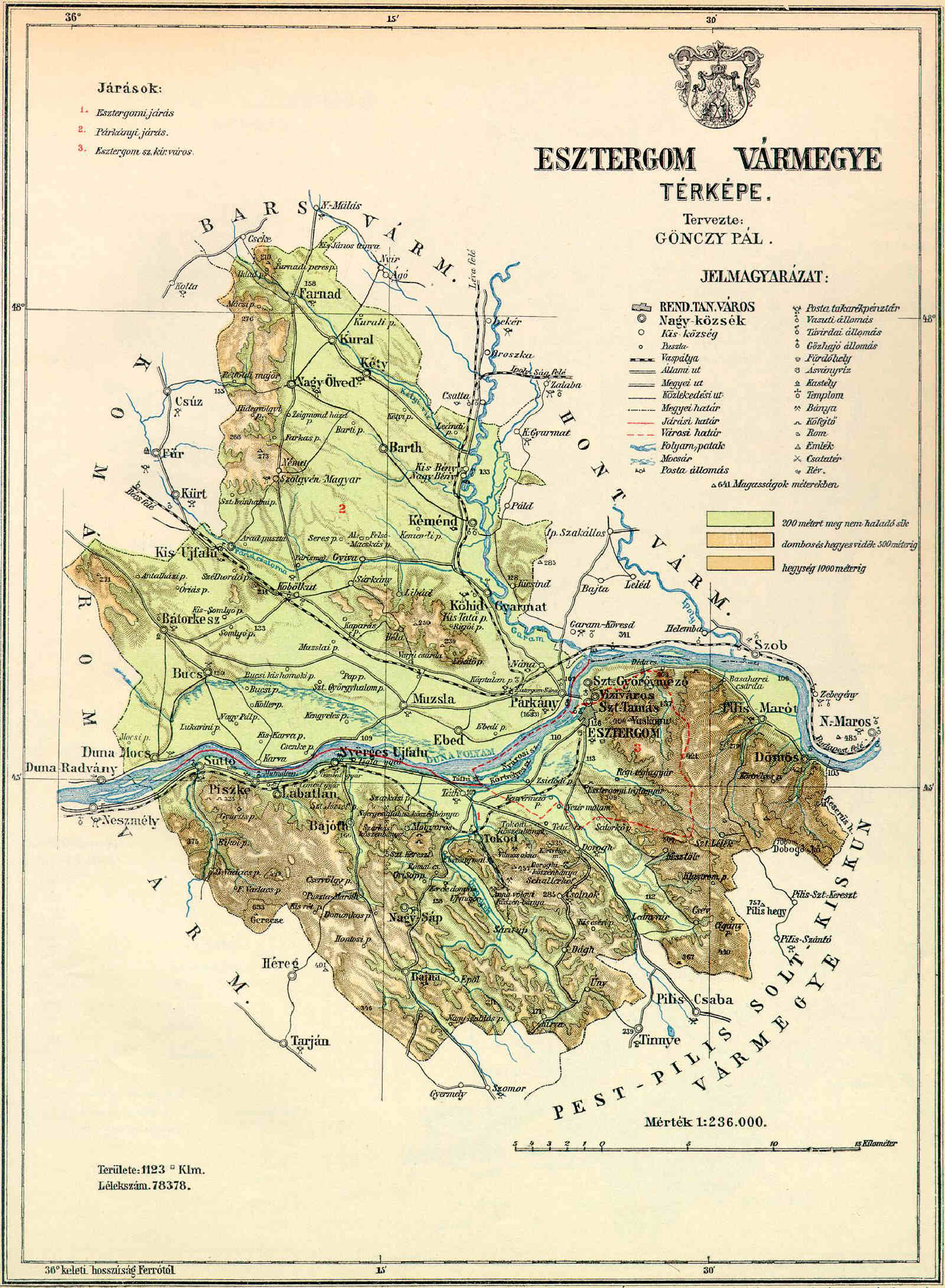
Az Esztergomi járás az egykori Esztergom vármegye dunántúli területét öleli fel

| Település     | Rang                             | Közös hivatal | Kistérség (2013. január 1.) | Népesség (2013. január 1.) | Terület (km²) |
| ------------- | -------------------------------- | ------------- | --------------------------- | -------------------------- | ------------- |
| Esztergom     | járásszékhely, megyei jogú város | Esztergom     | Esztergomi                  | 28 550                     | 99,95         |
| Dorog         | város                            |               | Dorogi                      | 11 905                     | 11,54         |
| Lábatlan      | város                            |               | Esztergomi                  | 4 968                      | 26,35         |
| Nyergesújfalu | város                            |               | Esztergomi                  | 7 550                      | 39,5          |
| Tát           | város                            | Tát           | Esztergomi                  | 5 327                      | 12,18         |
| Tokod         | nagyközség                       |               | Dorogi                      | 4 137                      | 14,91         |
| Annavölgy     | község                           | Csolnok       | Dorogi                      | 931                        | 4,83          |
| Bajna         | község                           | Bajna         | Dorogi                      | 1 937                      | 37,28         |
| Bajót         | község                           | Bajót         | Esztergomi                  | 1 607                      | 16,44         |
| Csolnok       | község                           | Csolnok       | Dorogi                      | 3 166                      | 18,7          |
| Dág           | község                           | Dág           | Dorogi                      | 948                        | 11,89         |
| Dömös         | község                           | Esztergom     | Esztergomi                  | 1 144                      | 23,99         |
| Epöl          | község                           | Bajna         | Dorogi                      | 647                        | 12,52         |
| Kesztölc      | község                           |               | Dorogi                      | 2 606                      | 22            |
| Leányvár      | község                           | Piliscsév     | Dorogi                      | 1 744                      | 7,26          |
| Máriahalom    | község                           | Dág           | Dorogi                      | 643                        | 10,85         |
| Mogyorósbánya | község                           | Tát           | Esztergomi                  | 853                        | 7,32          |
| Nagysáp       | község                           | Bajót         | Dorogi                      | 1 531                      | 24,78         |
| Piliscsév     | község                           | Piliscsév     | Dorogi                      | 2 321                      | 24,91         |
| Pilismarót    | község                           |               | Esztergomi                  | 1 991                      | 44,6          |
| Sárisáp       | község                           |               | Dorogi                      | 2 740                      | 14,25         |
| Süttő         | község                           |               | Esztergomi                  | 2 061                      | 34,36         |
| Tokodaltáró   | község                           |               | Dorogi                      | 2 922                      | 5,27          |
| Úny           | község                           | Dág           | Dorogi                      | 673                        | 11,58         |

## Története

### Települései 1869-ben
| Település                  | Népesség | Megjegyzés                 |
| -------------------------- | -------- | -------------------------- |
| Bajna                      | 2 010    |                            |
| Bajót                      | 1 090    |                            |
| Csév                       | 1 130    |                            |
| Csolnok                    | 1 103    |                            |
| Dágh                       | 602      |                            |
| Dorog                      | 1 161    |                            |
| Dömös                      | 1 124    |                            |
| Epöl                       | 609      |                            |
| Esztergom-Szent-Györgymező | 2 294    | 1895-től Esztergom része   |
| Esztergom-Szent-Tamás      | 2 274    | 1895-től Esztergom része   |
| Esztergom-Víziváros        | 1 164    | 1895-től Esztergom része   |
| Kesztölc                   | 1 175    |                            |
| Kirva                      | 514      | 1936-tól a neve Máriahalom |
| Leányvár                   | 562      |                            |
| Mogyorós                   | 718      |                            |
| Nagy-Sáp                   | 1 406    |                            |
| Nyergesújfalu              | 1 603    |                            |
| Pilis-Maróth               | 1 611    |                            |
| Sárisáp                    | 1 077    |                            |
| Süttő                      | 1 315    |                            |
| (Huta-)Szent-Lélek         | 285      | 1985-től Esztergom része   |
| Tát                        | 861      |                            |
| Tokod                      | 1 361    |                            |
| Úny                        | 510      |                            |

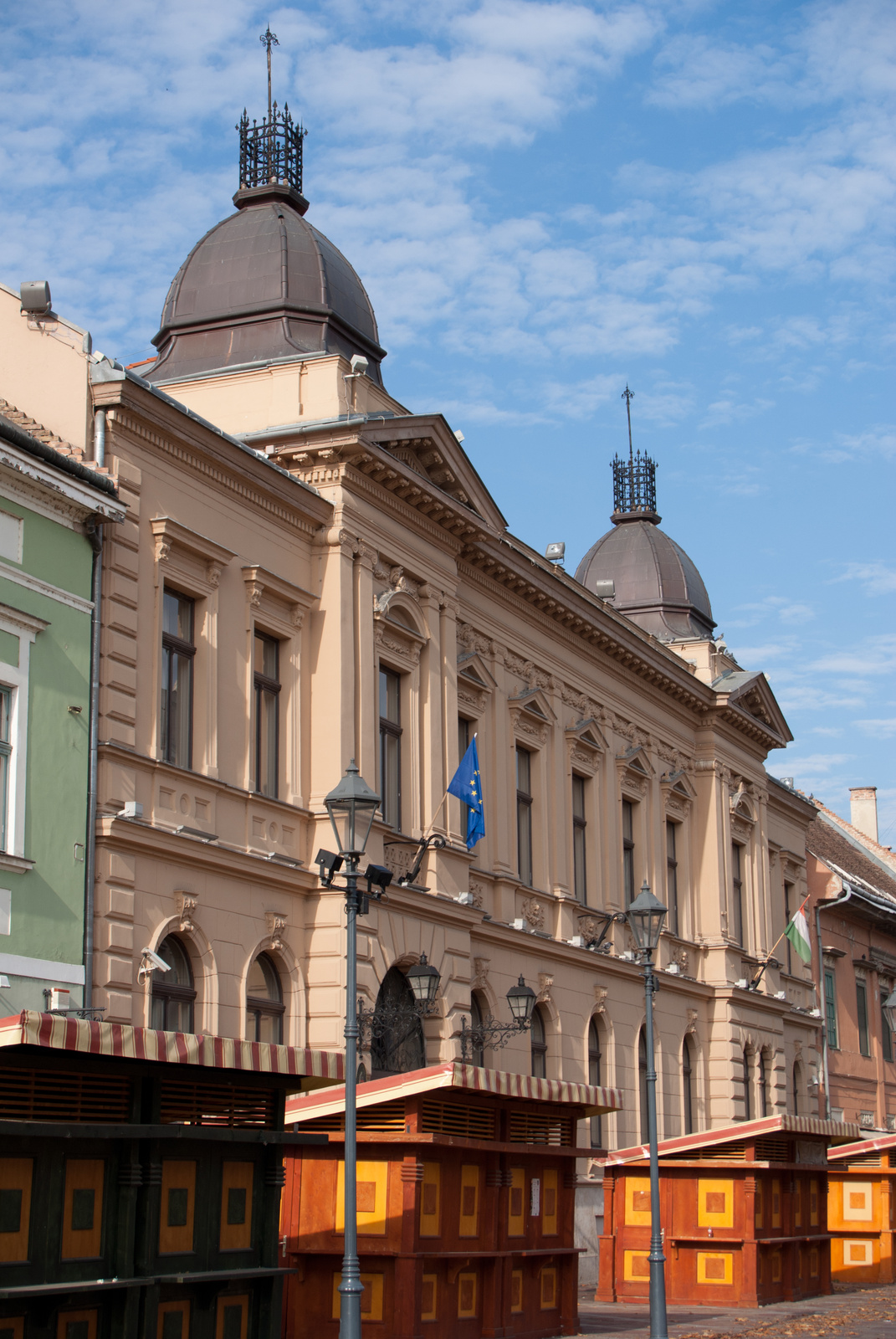
Az 1903-ban átadott járásbíróság az esztergomi Széchenyi téren

A most önálló Annavölgy Sárisáp része, Tokodaltáró Tokod része volt ekkor. Lábatlan és Piszke Komárom vármegye Tatai járásához tartozott, és az 1876. évi XXXIII. törvénycikk értelmében került Esztergom vármegye Esztergomi járásába. Piszkét 1950-ben Lábatlanhoz csatolták.

### Esztergomi járás helyett Dorogi járás
Az Esztergomi járás székhelyét az 1950-es járásrendezés során Dorogra helyezték, így ez a (lényegében azonos) terület a tanácsrendszer alatt Dorogi járás névet viselt egészen 1983-ig.  Az 1950-es járásrendezés rendelkezéseinek nagy részét tartalmazzó 144/1950. (V.20.) M.T. számú minisztertanácsi rendelet így fogalmazott: "1. §. (2) Át kell helyezni [...] 2. az esztergomi járás székhelyét Esztergomból Dorogra (Komárom megye) [...]". A rendeletnek az új járási beosztást részletesen tartalmazó I. számú mellékletében pedig ez a kitétel található: "Dorogi (az eddigi esztergomi) járás". Így területi és szervezeti értelemben egyaránt utóda a Dorogi járás az Esztergominak.
Dorogi járás területe először azonos volt az Esztergomiéval, azután hamarosan besorolták ide magát Esztergomot, de ez az állapot csak 1954-ig tartott. A következő 20 évben megint azonos volt a területe a korábbival, végül 1974 végétől 1983 végéig, kilenc évig hozzá tartozott Gyermely és Szomor a megszűnő Tatai járásból.